# Keerrooster

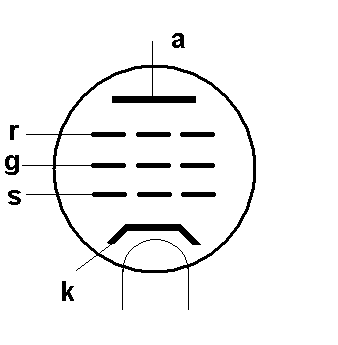
Pentode
a = anode
r = keerrooster
g = schermrooster
s = stuurrooster
k = kathode

Het keerrooster is het laatste rooster voor de anode in een pentode. Het heeft als taak de elektronen die door secundaire emissie aan de anode vrijkomen, naar de anode terug te sturen, daar die anders de versterking van de schakeling nadelig beïnvloeden, vooral bij een grote uitsturing van de buis.
Er bevinden zich in een pentode een keerrooster, schermrooster en stuurrooster tussen de anode en kathode. Het keerrooster bevindt zich tussen de anode en het schermrooster. Het rooster wordt op een lage spanning gehouden waardoor de negatief geladen elektronen die op de anode worden losgeslagen, ernaar terugkeren. Dit verklaart meteen de naam keerrooster.
Het keerrooster is het laatste element dat aan de elektronenbuis is toegevoegd. Het toevoegen van meer roosters bleek weinig nut te hebben, behalve voor speciale toepassingen in bijvoorbeeld oscillatoren en mengbuizen.